# Колосовка (станция)
Колосо́вка (укр. Колосівка) — узловая участковая железнодорожная станция Одесской дирекции Одесской железной дороги на соединении железнодорожных линий Помошная — Одесса и Колосовка — Николаев, между станциями Веселиново (21 км), Березовка (15 км) и Первенец (13 км). Расположена в местечке Токаревка Веселиновского района Николаевской области. Основана в 1914 году по окончании строительства железных дорог Одесса — Бахмач, строительство которой было начато в 1910 году, и Колосовка — Водопой. Располагает двумя парками для грузовых составов: станционным и транзитным. В 2008—2009 годах построен новый пассажирский вокзал. Станция проводит приём и выдачу грузов повагонными и мелкими отправками, загружаемых целыми вагонами, только на подъездных путях и местах необщего пользования, продажу билетов на все пассажирские поезда, приём и выдачу багажа. На станции останавливаются поезда дальнего следования, курсирующие между Одессой и Киевом, Мариуполем, Днепром, Запорожьем и Кривым Рогом, а также пригородные поезда из Николаева, Помошной и Знаменки.